# Bairbre de Brún

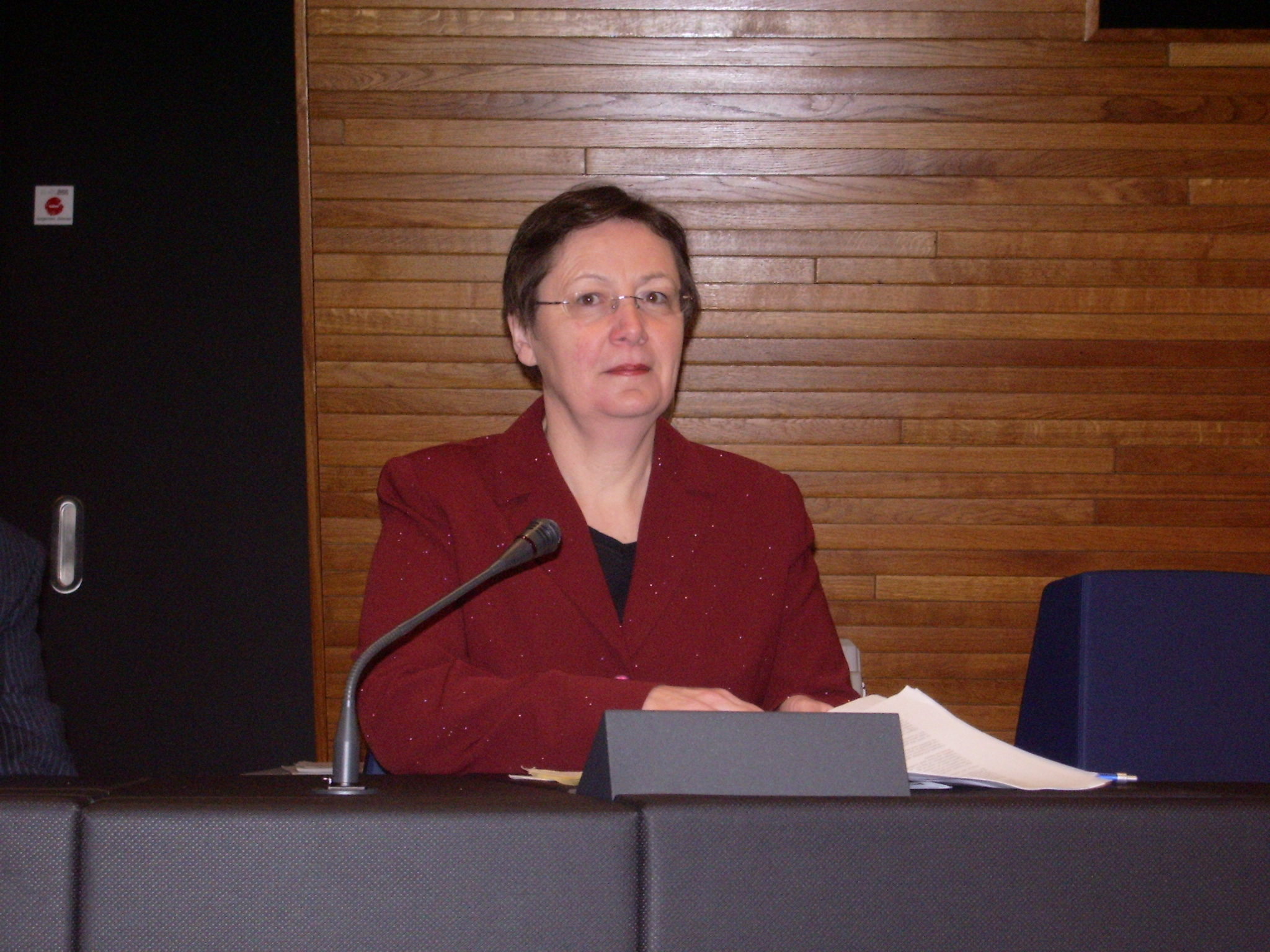
Bairbre de Brún im Europäischen Parlament in Straßburg (Februar 2008)

Bairbre de Brún (* 10. Januar 1954 in Dublin) ist eine nordirische Politikerin von Sinn Féin und ehemaliges Mitglied des Europäischen Parlaments für den Wahlbezirk Nordirland.
Von 1998 bis 2004 war die ehemalige Lehrerin und Sozialarbeiterin Mitglied in der Northern Ireland Assembly. In dieser Zeit war de Brún von 1999 bis 2002 Ministerin für Gesundheit, Wohlfahrtseinrichtungen und öffentliche Sicherheit in der nordirischen Regierung.
Von 2004 bis zu ihrem Rücktritt am 2. Mai 2012 saß de Brún als Mitglied der Vereinten Europäischen Linken/Nordische Grüne Linke im Europäischen Parlament. Martina Anderson rückte für sie nach.